# Phaonia maculosa
Phaonia maculosa är en tvåvingeart som beskrevs av Stein 1911. Phaonia maculosa ingår i släktet Phaonia och familjen husflugor. Inga underarter finns listade i Catalogue of Life.